# پررود
پررود، روستایی از توابع بخش رودبارالموت غربی شهرستان قزوین در استان قزوین ایران است.

## جمعیت
این روستا در دهستان بهرام آباد قرار دارد و براساس سرشماری مرکز آمار ایران در سال ۱۳۸۵، جمعیت آن ۲۰۶ نفر (۴۸خانوار) بوده‌است. زبان اهالی روستا تاتی و عمده محصول کشاورزیشان زغال اخته و فندق است.